# Gelugpa

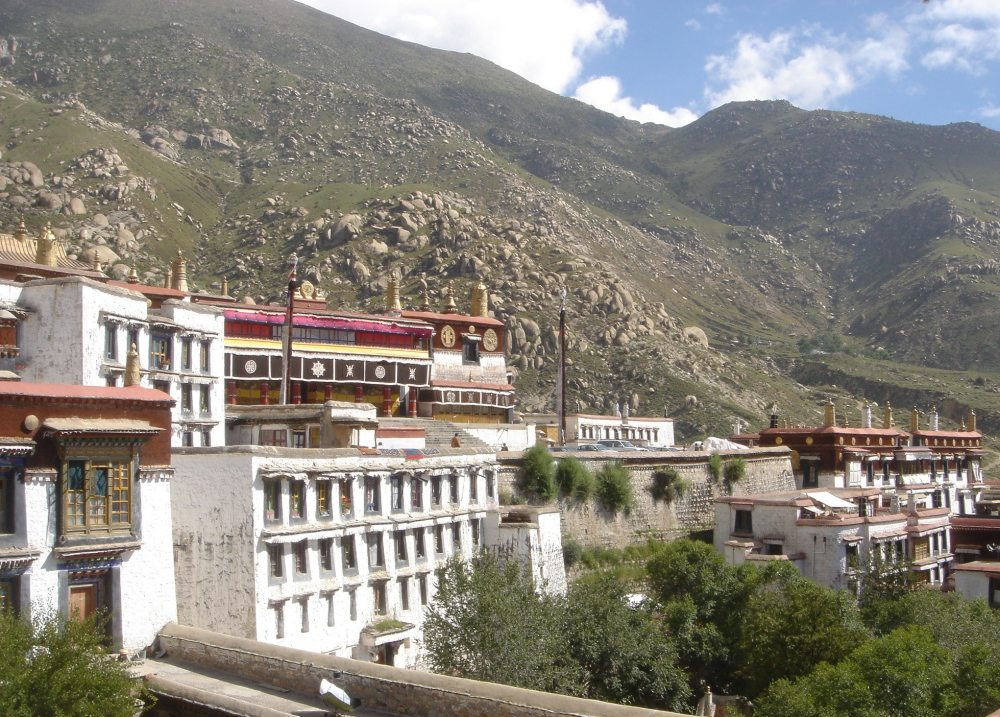
Monastère de Drepung à Lhassa

L'école gelug, guéloug, geluk, guéloukpa ou guélougpa (tibétain : དགེ་ལུགས་པ, Wylie : dge lugs) anciennement appelée école des bonnets jaunes, est la plus récente des quatre lignées du bouddhisme tibétain. 
La tradition gelug fut fondée par Tsongkhapa (1357-1419) à partir des traditions de l’époque, en particulier kadampa, dont gelug a repris le nom (nouveau kadampa). Elle visait à subordonner les pratiques tantriques à la formation textuelle de base (sutras et philosophie), et prôner un célibat strict dans un cadre monastique. Le nom de gelug est généralement rendu par « vertueux », mais certains y voient la contraction de Geden lug ou Ganden Lug, signifiant « tradition de Ganden », traduction en tibétain de Tushita (en) et nom de son premier monastère.
C'est le ganden tripa, et non le dalaï-lama, qui est à la tête de l'école gelugpa.

## Historique
Tsongkhapa, initiateur de l'école gelug, commença très jeune sa carrière religieuse : à 3 ans, il reçut l'ordination laïque (upasaka) du 4e karmapa, Rolpe Dorje, qui prédit qu'il aurait une grande importance pour le bouddhisme tibétain. Il prit les vœux de novice à l'âge 7 ans. Il reçut une éducation éclectique qui lui permit de connaître le meilleur de tous les courants. Il s’est principalement inspiré de la tradition kadampa, mettant l'accent sur l’observance du vinaya (règles monastiques) ainsi que sur la connaissance des sutras et de la philosophie indienne, en particulier Nāgārjuna et Candrakîrti, aussi bien que des tantras. Il s’efforça de contenir le vajrayāna à l’intérieur du cadre mahāyāna et définit son idée du bouddhisme dans l’Ode aux réalisations où il mentionne les trois aspects principaux de la voie : compassion, sagesse et désir de libération. 
La tradition orale tibétaine prétend que les coiffes des premiers panditas (érudits) bouddhistes étaient jaunes comme les robes des moines, couleur évoquant la terre et la stabilité. Devant le retour en force à partir du VIIe siècle des philosophes hindouistes qui avaient souvent la haute main dans les débats, pour manifester leur volonté de briller dans ce domaine, les orateurs bouddhistes auraient adopté des bonnets rouges, couleur du feu et de l’éloquence. C’est pourquoi le rouge fut considéré comme couleur monastique au Tibet, et souvent adopté pour les coiffes cérémonielles par divers courants, en particulier nyingmapa. En adoptant le bonnet jaune, Tsongkhapa prétendait revenir aux origines et souhaiter pour la communauté monastique avant tout la stabilité et des bases solides. Tsongkhapa est aussi l’initiateur de la cérémonie annuelle de prières communes des moines, Mönlam Chenmo ; la première se déroula au temple de Jokhang en 1409. Tsongkhapa eut notamment comme disciples principaux Gendun Drub (1391-1474) et Khedrup Je, qui seront reconnus par la suite respectivement comme 1er dalaï-lama et 1er panchen-lama, liés par une relation de maître à disciple au cours de leurs incarnations successives. Gendun Gyatso (2e dalaï-lama) sera reconnu comme réincarnation de Gendun Drub. Puis, Sonam Gyatso (3e dalaï-lama) sera reconnu comme réincarnation de Gendun Gyatso. 
L'école Gelugpa devint la lignée dominante politiquement à partir de la fin du XVIe siècle, après que Altan Khan, chef des Mongols, se convertit au bouddhisme tibétain. Altan Khan invita deux fois Sonam Gyatso (1543-1588) en Mongolie (1569, 1578) et se convertit au bouddhisme tibétain durant la seconde visite du lama. Le khan créa et offrit à Sonam Gyatso le titre de dalaï-lama, qui fut appliqué rétrospectivement à ses deux incarnations précédentes, Gendun Drub et Gendun Gyatso. Son successeur, le 4e dalaï-lama, fut un arrière-petit-fils d’Altan Khan ; il meurt à l'âge de 27 ans. En 1640, pour faire face à des troubles internes, le 5e dalaï-lama, Ngawang Lobsang Gyatso (1617-1682), rappelle les Mongols, qui rétablissent l’ordre et lui donnent le contrôle politique et administratif total du pays. Lobsang Chökyi Gyaltsen, abbé du monastère de Tashilhunpo et tuteur du dalaï-lama, est nommé par ce dernier panchen-lama, titre attribué rétroactivement à trois de ses incarnations précédentes. 
Dans les siècles suivants, de nombreux monastères gelugpa furent construits, tandis que ceux d’autres écoles (kadampa et jonang) furent intégrés à l'ordre gelugpa. Au sein des gelugpa se constituèrent différentes lignées de réincarnation ; les principales lignées sont celles du dalaï-lama, du panchen-lama, Chagkya Dorje Chang, Ngachen Könchok Gyaltsen, Kyishö Tulku Tenzin Thrinly, Jamyang Shepa, Phurchok Jampa Rinpoche, Jamyang Dewe Dorje, Takphu Rinpoche, Khachen Yeshe Gyaltsen.

## Monastères et enseignements
Tsongkhapa fonda en 1409 le monastère de Ganden. Ses disciples Gyaltsab Je (1364-1431), puis Khedrup Je (1385-1438), le remplacèrent. Gyaltsab Je est considéré comme le 1er Ganden Tripa (par la suite ils seront nommés par les dalaï-lamas pour une période de sept ans ; Lobsang Tenzin Palsangpo, détenteur actuel de la fonction, est le 104e). En 1416, Jamyang Choje fonde Drepung, et en 1419 Chöje Shakya Yeshe fonde Séra; Gyalwa Gendun Drub (1391-1474), 1er dalaï-lama à titre posthume, fonde le monastère de Tashilhunpo à Shigatse (1447). Ganden, Drepung, Séra, Tashilhunpo, Tar et Labrang sont les six principaux monastères gelugpa.
Les centres d’enseignements gelugpa furent nombreux. On peut citer les deux collèges de Ganden, Ganden Shartse et Ganden Jangtse, dont dépendaient sept branches réduites ultérieurement à quatre : Loseling, Gomang, Deyang et Ngagpa. Drepung fut également une université bouddhique, ainsi que Séra, qui comportait cinq branches réduites plus tard à deux : Sera-Je et Sera-Me. Deux collèges se consacraient à la spécialisation tantrique : Gyume (premier niveau), établi par Je Sherab Senge en 1440, et Gyutö (niveau supérieur), établi par Gyuchen Kunga Dhondup en 1474. Avant l'exil, plus de 5 000 moines venus de différentes régions étudiaient à Ganden, Drepung et Séra et près de 500 dans chaque collège tantrique. Après l'exil en Inde, Séra, Drepung, Ganden, Tashilhunpo et Gyume ont été recréés dans le Karnataka, et Gyutö à Bomdila dans l’Arunachal Pradesh. 
Les matières principales enseignées dans les enseignements gelug sont la prajnaparamita, la philosophie madhyamaka, la « cognition valide » (tsema ou tshad-ma), la phénoménologie et la discipline monastique. Le cursus va de 15 à 20 ans et chaque centre a ses propres manuels. Les élèves qui accomplissent l'intégralité des études deviennent Geshe (titulaire de la connaissance) ; il existe trois niveaux de ce titre : Dorampa, Tsogrampa et Lharampa. Après ces études de base, ils peuvent entrer dans les collèges tantriques.

## Pratique et textes fondateurs

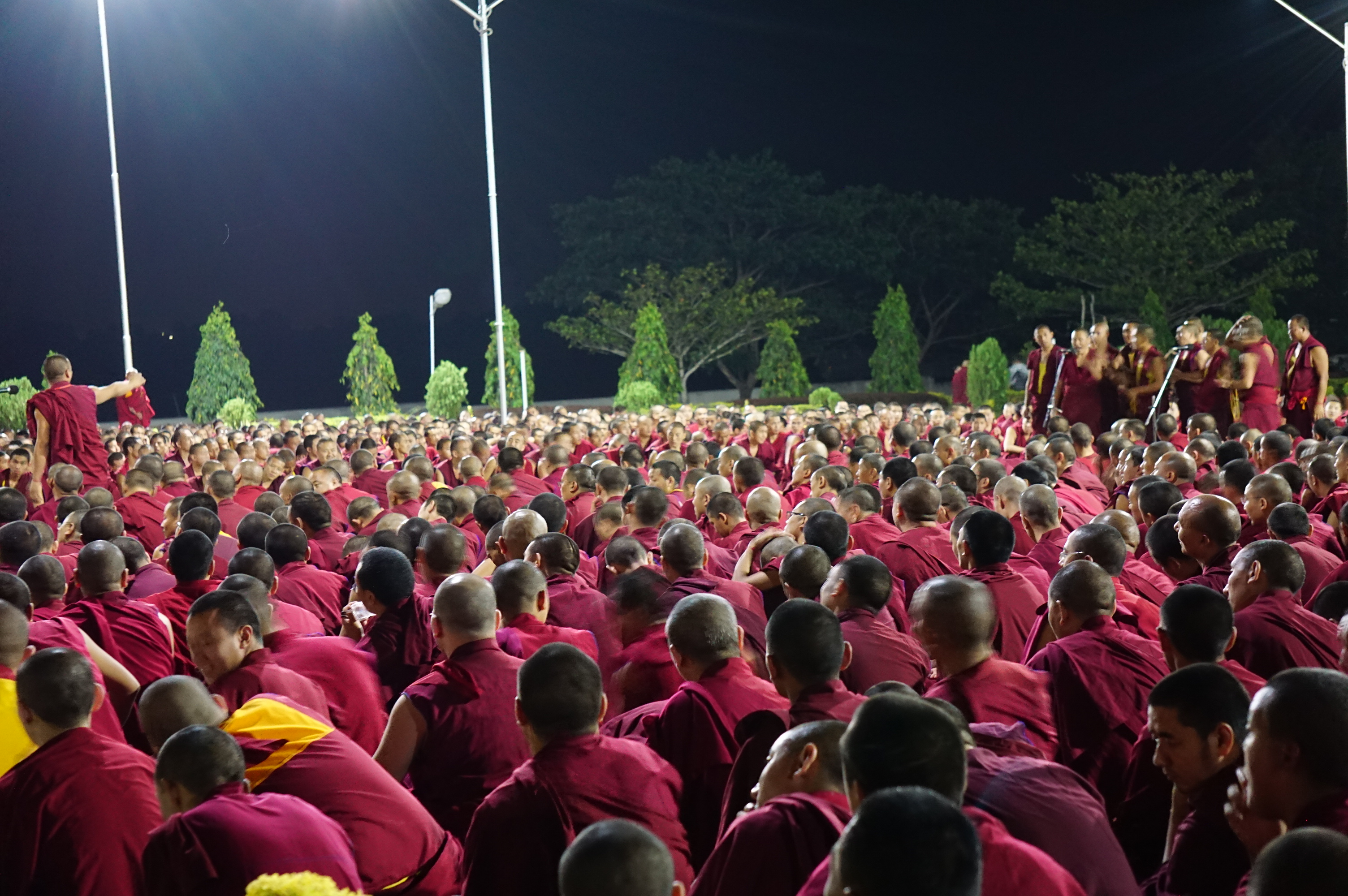
Séance de débats de nuit à Drépung, à Mundgod en Inde en 2017.

Gelug a intégré des pratiques nées dans différents courants, mais la principale est le Lamrim « Voie progressive » développé dans Pratique selon le Lamrim (Lam-rim chen-mo) de Tsongkhapa à partir de La Lampe de la voie (Bodhipathapradipa) d'Atisha, inspirateur de la pensée kadampa. En ce qui concerne la pratique tantrique, les déités principales sont Tantra de Guhyasamāja, Cakrasamvara (Heruka) et Yamantaka (Vajrabhairava), auxquelles se sont ajoutées Kalachakra et Vajrayogini, parèdre de Heruka. Les trois tantras principaux sont le Guhyasamajatantra, le Vajrabhairavatantra et le Vajrayoginitantra.
Six ouvrages de Tsongkhapa sont particulièrement importants :
- Le Grand livre de la progression vers l'éveil (Lam-rim chen-mo) (1402)
- Le grand exposé des tantras (sNgag-rim chenmo)
- L’Essence de l’éloquence des enseignements interprétatifs et définitifs (Drang-nges legs-bshad snying-po),
- Éloge de la relativité (rTen-'brel bstodpa),
- Les cinq stades du Guhyasamaja (gSang-'dus rim-lnga gsal-sgron)
- Le Rosaire d’or (gSer-phreng)

### Textes
- Djé Tsongkhapa L'ode aux réalisations Arkana,  (ISBN 2906588067)  (ISBN 978-2906588066)
- Losang Drakpa Tsongkhapa, Michel Zaregradsky (dir), Georges Driessens (trad) Le Grand Livre de la progression vers l'éveil (1402), 
tome 1 Dharma; Édition : Yonten Gyatso (3 septembre 1999)  (ISBN 2864870142)  (ISBN 978-2864870142)
tome 2 Dharma (1992)  (ISBN 2864870185)  (ISBN 978-2864870180)

### Études
- Arnaud Dotézac, Les lamas se cachent pour renaître, préface Françoise Bonardel, Xenia (2008) -  (ISBN 978-2-88892-060-1)
- (en) Alexander Berzin, Gelug Monasteries, Dharamsala, India, Chö-Yang, Year of Tibet Edition, 1991 (lire en ligne), « A Brief History of Ganden Monastery ».